# Artère splénique
L'artère splénique (ou artère liénale ou artère gastro-splénique de Piquand ou artère pancréatico-spléno-gastrique de Farabeuf) est une artère systémique de l'abdomen qui vascularise la rate, une partie de l'estomac et le pancréas..

## Origine
L'artère splénique est la plus volumineuse des trois branches terminales du tronc cœliaque, avec l'artère gastrique gauche et l'artère hépatique commune. La trifurcation se situe au niveau situé entre la douzième vertèbre thoracique et la première vertèbre lombaire.

## Trajet
L'artère splénique chemine en un parcours sinueux présentant trois segments :
- un segment sus-pancréatique horizontal dans la région cœliaque et en arrière du péritoine,
- un segment rétro-pancréatique qui longe le bord supérieur du pancréas accompagnée de la veine splénique,
- un segment prépancréatique qui contourne le bord supérieur du pancréas passant par le ligament spléno-rénal jusqu'au hile splénique.

Elle se termine en deux branches terminales supérieure et inférieure qui se divisent en quatre à six rameaux spléniques.

## Branches collatérales et zones irriguées
L'artère splénique donne le long de son parcours résumé dans le tableau suivant.
| Branches des plus proximales aux plu distales | Description |
| --------------------------------------------- | --- |
| Rameaux pancréatiques de l'artère splénique   | Ils vascularisent le pancréas, dont l'artère pancréatique dorsale, la grande artère pancréatique et l'artère de la queue du pancréas |
| Artère gastrique postérieure                  | Vascularise la partie postérieure de l'estomac, la région gastrique supérieure.                                                      |
| Artère gastro-omentale gauche                 | Vascularise la grande courbure de l'estomac                                                                                          |
| Artères gastriques courtes                    | Partie supérieure du fundus et de la grande courbure de l'estomac                                                                    |

## Variations anatomiques
Les branches collatérales peuvent être distribuées le long du trajet ou apparaître tardivement prés du hile splénique.
Il peut exister une artère splénique accessoire issue de l'artère gastrique gauche, directement de l'aorte ou de l'artère mésentérique supérieure.
L'artère pancréatique dorsale peut être issue directement du tronc cœliaque, de l'artère mésentérique supérieure ou de l'artère hépatique commune.

## Aspect clinique
Les anévrismes de l'artère splénique sont rares, mais restent le 3e type d'anévrisme le plus commun de l'abdomen après celui de l'aorte abdominale et des artères iliaques. Ils peuvent survenir chez la femme enceinte dans le 3e trimestre et leur rupture entraine un risque de mort maternelle de plus de 50% et entre 70% et 90% pour le fœtus. Le tabagisme et l'hypertension sont des facteurs risques. Le traitement pour les patients à haut risque chirurgical peut être envisagé par voie endovasculaire.

## Images supplémentaires

Rendement 3D d'un CT-scan, montrant l'artère splénique en haut à droite.
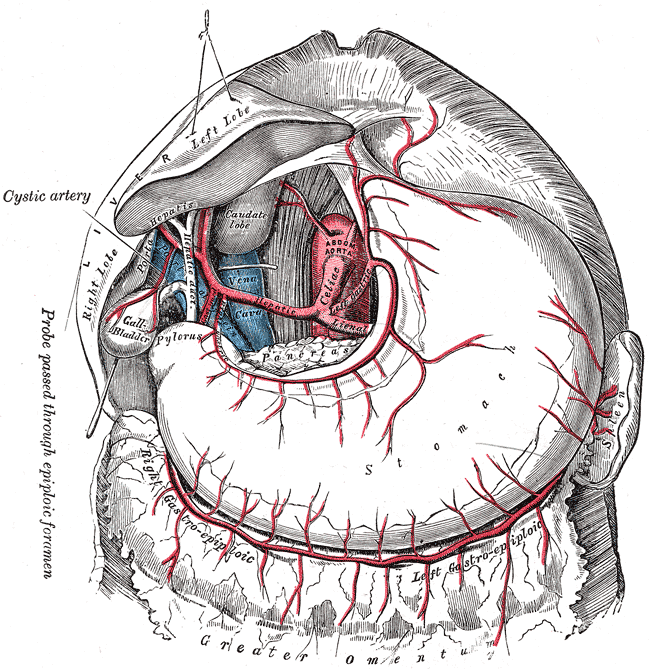
L'artère cœliaque et ses branches.
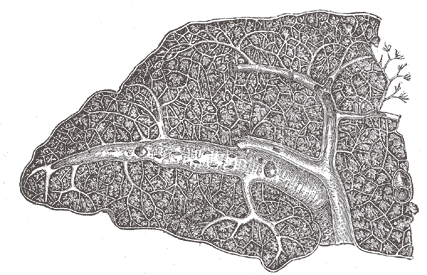
Coupe transverse d'une rate humaine, montrant la distribution de l'artère splénique et ses branches.
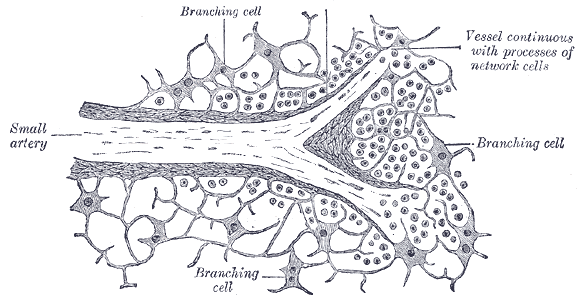
Coupe de la rate, montrant la terminaison des petits vaisseaux.
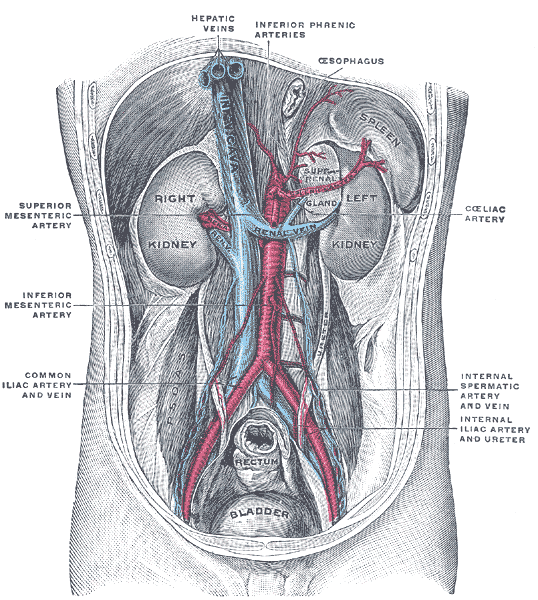
Paroi abdominale postérieure, péritoine retiré, montrant les reins, la capsule surrénale et les gros vaisseaux.
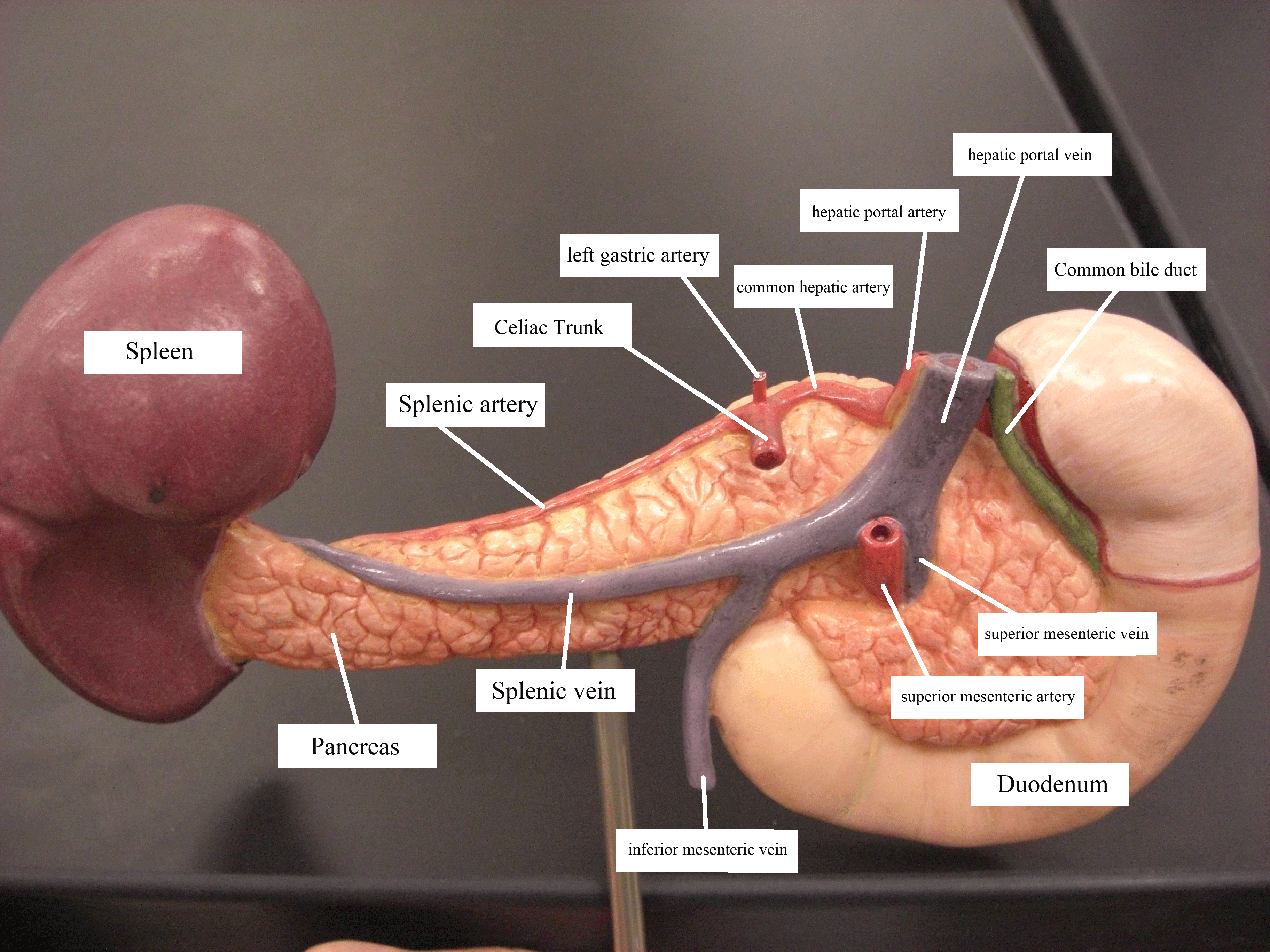
Artères et veines autour du pancréas et de la rate.